# Návay Tamás

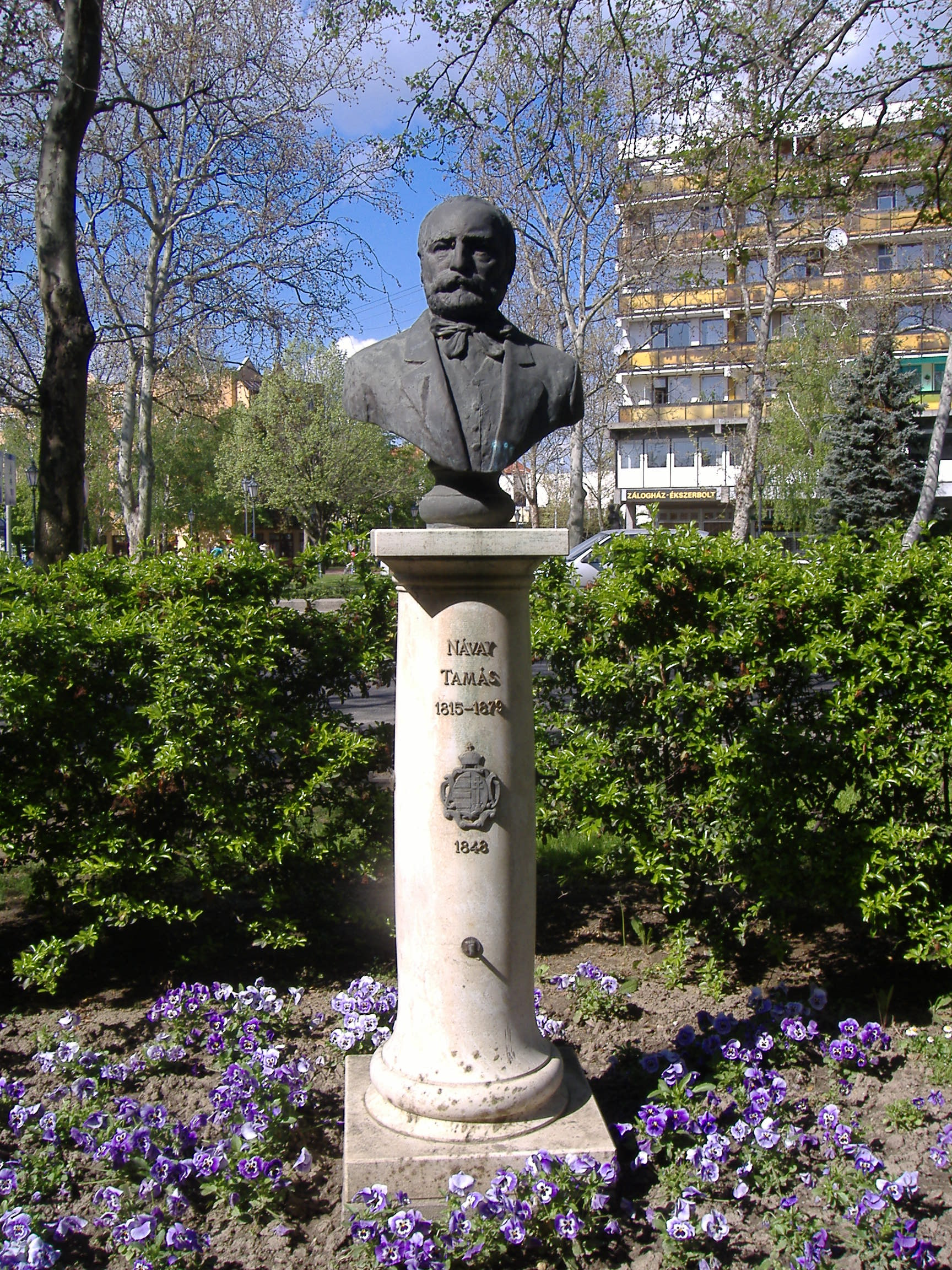
Návay Tamás bronzszobra Makón

Földeáki Návay Tamás (Földeák, (akkor Csanád vármegye), 1815. december 30. – Földeák, 1879. március 29.) főispán, 1848–49-es kormánybiztos.

## Élete
Tanult Szegeden és Pozsonyban. Az 1839-40-es országgyűlésen a szabadelvű reformpárthoz csatlakozott. 1835 júliusában Csanád vármegye tiszteletbeli aljegyzője, 1836. szeptember 12-én pedig tiszteletbeli főjegyzője és táblabírója lett. 1838-ban erélyes intézkedéseivel nagy hasznára volt az árvíztől fenyegetett Makónak. 1839-ben mint a megye országgyűlési követe a Deák Ferenc szabadelvű híve lett és később is mindig vezére volt a megyei ellenzéknek. 1842-ben második alispánná választották és mint ilyen főleg a törvénykezés és börtönrendszer javításán fáradozott, továbbá nagy érdemeket szerzett a megyei kórház létesítése körül. 1848 márciusában a nemzetőrség és népfelkelési bizottság feje volt, majd főispán és teljhatalmú kormánybiztos. A szabadságharc után perbe fogták és vagyonát is elkobozták, melyet azonban később visszakapott. 1861-ig nemigen működött nyilvánosan, ekkor azonban mint Makó város országgyűlési képviselője ismét Deák pártjához, a Felirati Párthoz szegődött. A kiegyezés után Csanád vármegye főispáni méltóságát viselte egészen haláláig.
Országgyűlési beszédei a Naplókban vannak.
Szobra, melyet 1998. március 15-én lepleztek le, Makó belvárosában található, Lapis András alkotása.